# Velden, Pegnitz
Velden är en stad i Landkreis Nürnberger Land i Regierungsbezirk Mittelfranken i förbundslandet Bayern i Tyskland.
Velden ligger i den övre delen av dalen Pegnitztal. 
Staden ingår i kommunalförbundet Velden (Pegnitz) tillsammans med kommunerna Hartenstein och Vorra.